# Brázda (jednotka)
Brázda je stará česká jednotka délky i plošného obsahu. Je doložena již od středověku. Šest brázd + jeden rozhor pravděpodobně tvořilo jednotku zvanou záhon. 

## Pravděpodobná délková hodnota
Jedna brázda = 1/2 lokte = 0,2957 metru.

## Plošný obsah
Plošný obsah brázdy a stejně tak i záhonu se vztahoval vždy k délce jednoho honu, která činila 260 loktů. Odtud pak vyplývá, že jedna brázda činila přesně 130 čtverečních loktů, tedy 45,47 metru čtverečního. 

## Použitý zdroj
- Malý slovník jednotek měření, vydalo nakladatelství Mladá fronta v roce 1982, katalogové číslo 23-065-82